# Marián Had
Marián Had (* 16. září 1982, Dolný Kubín) je slovenský fotbalový obránce, od ledna 2017 je hráčem klubu FC Petržalka Akadémia.
Mimo Slovensko působil na klubové úrovni v České republice, Maďarsku, Rusku a Portugalsku.

## Klubová kariéra
Pochází z obce Kraľovany. Svou fotbalovou kariéru začal v MFK Ružomberok. Mezi jeho další angažmá patří: 1. FC Brno, FK Lokomotiv Moskva, Sporting CP, AC Sparta Praha, ŠK Slovan Bratislava, DAC 1904 Dunajská Streda a Győri ETO.
V sezóně 2012/13 vyhrál s Győri ETO ligový titul, celkem čtvrtý v historii klubu a první po 30 letech. S klubem se představil v Evropské lize UEFA 2014/15. V úvodním domácím utkání 2. předkola 17. července 2014 proti švédskému týmu IFK Göteborg byl u porážky 0:3.
V lednu 2015 se dohodl na smlouvě s FK Dukla Banská Bystrica. V kalendářním roce 2016 byl bez angažmá, neměl adekvátní prvoligovou nabídku.
V lednu 2017 posílil slovenský klub FC Petržalka Akadémia ze 4. ligy.

## Reprezentační kariéra
Za A-mužstvo Slovenska debutoval 30. 11. 2004 na turnaji King's Cup v Bangkoku proti týmu Maďarska (výhra 1:0).
Celkem odehrál v letech 2004–2007 za slovenský národní tým 14 zápasů, gól nevstřelil.

### Reprezentační zápasy
Zápasy Mariána Hada za A-mužstvo Slovenska
| Rok    | Zápasy | Góly |
| ------ | ------ | ---- |
| 2004   | 2      | 0    |
| 2005   | 10     | 0    |
| 2006   | 1      | 0    |
| 2007   | 1      | 0    |
| Celkem | 14     | 0    |